# Primer ministre de Belarús

Blasó de Belarús

El primer ministre és el cap de govern de Belarús. Aquesta és la llista de primers ministres de Belarús des del 1918.

## Cap del Secretariat del Poble
- Jazep Varonka (21 de febrer fins a maig de 1918)
- Jan Sierada (juny fins a agost 1918)
- Raman Skirmunt (agost fins a octubre 1918)
- Anton Luckevich (octubre fins a 11 d'octubre de 1918)

## Cap del Consell de Ministres
- Anton Luckevich (octubre 1918 fins a 13 de desembre de 1919)
- Vaclau Lastouski (13 de desembre de 1919 - 1920)

## República de Belarús (1991 - actualitat)
| Nom                  | Començament del mandat | Fi del mandat                      |
| -------------------- | ---------------------- | ---------------------------------- |
| Vyachaslau Kebich    | 19 de setembre de 1991 | 10 de juliol de 1994               |
| Mikhail Chigir       | 21 de juliol de 1994   | 18 de novembre de 1996             |
| Sergei Ling          | 18 de novembre de 1996 | 19 de febrer de 1997 (provisòri)   |
| Sergei Ling          | 19 de febrer de 1997   | 18 de febrer de 2000               |
| Vladimir Yermoshin   | 18 de febrer de 2000   | 14 de març de 2001 (provisòri)     |
| Vladimir Yermoshin   | 14 de març de 2000     | 1 d'octubre de 2001                |
| Henadz Navitski      | 1 d'octubre de 2001    | 10 de juliol de 2003               |
| Serge Sidorsky       | 10 de juliol de 2003   | 19 de desembre de 2003 (provisòri) |
| Sergei Sidorsky      | 19 de desembre de 2003 | 28 de desembre de 2010             |
| Mikhail Miasnikovich | 28 de desembre de 2010 | 27 de desembre de 2014             |
| Andrei Kobyakov      | 27 de desembre de 2014 | 2018                               |
| Syarhei Rumas        | 2018                   | 2020                               |
| Roman Golovtchenko   | 2020                   | Actualitat                         |